# Ley de Protección del Personal de Servicio Estadounidense
La Ley de protección del Personal de Servicio Estadounidense (en inglés, American Service-Members' Protection Act o ASPA, Título 2 de la Ley 107-206, H.R.4775, 116 Stat. 820) es una ley que tiene como objetivo "proteger al personal militar de los Estados Unidos y otros funcionarios elegidos y nombrados del gobierno contra enjuiciamientos por la Corte Penal Internacional de la que Estados Unidos no es parte". También se la conoce informalmente como Ley para la invasión de La Haya, por ser en esta ciudad donde tiene su sede la Corte Penal Internacional.
La ley, presentada por el senador Jesse Helms y el representante Tom DeLay (ambos del Partido Republicano), fue una enmienda a la Ley de Asignaciones Suplementarias de 2002 orientada a compensaciones por ataques terroristas en los Estados Unidos o en respuesta a ellos (HR 4775). El proyecto de ley fue promulgado por el presidente George W. Bush el 2 de agosto de 2002.

## Efectos
La ASPA autoriza al presidente de los Estados Unidos para usar "todos los medios necesarios y apropiados para lograr la liberación de cualquier estadounidense o personal aliado que esté detenido o encarcelado por, en nombre de, o a solicitud de la Corte Penal Internacional". Esta autorización ha llevado a que la ley sea apodada "Ley de Invasión de La Haya", porque la liberación por la fuerza de las personas consideradas por la ley sería posible solo a través de una invasión de la ciudad de La Haya, sede de varios tribunales penales internacionales y del gobierno de los Países Bajos.
La ley prohíbe a los gobiernos y agencias federales, estatales y locales (incluidos los tribunales y las agencias de aplicación de la ley) ayudar al tribunal. Por ejemplo, prohíbe la extradición de cualquier persona de los Estados Unidos a la Corte; prohíbe la transferencia de información de seguridad nacional clasificada e información de aplicación de la ley al tribunal, y prohíbe a los agentes del tribunal realizar investigaciones dentro de los EE. UU.
La ley también prohíbe la ayuda militar de Estados Unidos a aquellos países que hayan ratificado el Estatuto de Roma y, por ende, sean parte de la corte. Algunas excepciones se permiten a aquellos países que formen parte de la OTAN, sean aliados militares de la OTAN y Taiwán, aun cuando oficialmente Estados Unidos no reconoce a ese territorio como independiente. La normativa también puede excluir también a países que firmen acuerdos con los Estados Unidos, bajo el artículo 98 del Estatuto de Roma, que acuerden no entregar ciudadanos estadounidenses a la Corte Penal Internacional.
El presidente de los Estados Unidos puede suspender la aplicación de esta prohibición si determina que hacerlo es "importante para el interés nacional de los EE.UU.".